# Antonov An-3
O Antonov An-3 é um avião biplano monomotor soviético. É uma variante turboélice do Antonov An-2, projetado para substituir ou converter o modelo anterior com motor radial. O primeiro exemplar voou em 13 de maio de 1980, mas por causa de desinteresse na construção e falta de pedidos, o projeto não foi concluído até 1991. É um dos poucos biplanos movido a turbina.
O projeto foi revitalizado no final de 1990, quando foi retomado pela Polyot State Aerospace Enterprise, e uma campanha de marketing começou em 2000, embora as vendas tenham sido limitados. Ele está disponível em duas formas, a aeronave agrícola de base ( An-3SKh-"Selsko-Khosiajstwenni", Agrícola) e uma versão de transporte civil ( An-3T ), capaz de transportar 12 passageiros ou 1.800 kg (4.000 lb) de carga.
Embora seja chamado de An-3, este número não é atribuído sequencialmente. A Antonov atribuiu ao plano porque ele foi concebido para substituir o An-2.
Outra tentativa de substituir o An-2 em fazendas soviéticas foi feita em 1970 com a WSK-Mielec Belphegor M-15, mas este falhou.
A partir de 2007, a "Polyot" Production Association começou a converter os dez primeiros An-2s das tropas aéreas russas para o An-3T-10 padrão. As aeronaves produzidas são estimadas em cerca de 200 aviões.